# Christopher De Vore
Christopher De Vore (* im 20. Jahrhundert) ist ein Drehbuchautor.

## Wirken
De Vore trat erstmals 1980 als Drehbuchautor in Erscheinung und war als solcher an Der Elefantenmensch beteiligt. Gemeinsam mit Eric Bergren und David Lynch wurde er hierfür 1981 für den Oscar in der Kategorie Bestes adaptiertes Drehbuch nominiert. Hinzu kam eine je eine Nominierung für den Golden Globe Award, den Writers Guild of America Award und bei den British Academy Film Awards 1981.
Im Anschluss war er an der Drehbuchentwicklung des 1982 erschienenen Films Frances beteiligt, ebenso Eric Bergren. 1990 folgte Hamlet. Seither folgten keine weiteren realisierten Drehbücher. Zuletzt war er 2020 an einer Folge der Podcast-Serie Podcast 42 beteiligt.